# Slopestyle
Slopestyle är en tävlingsdisciplin för snowboard och skidåkning där ett längre tävlingsåk, med ofta en eller flera så kallade lines (linjer) skall involvera flera element inom parkåkning. I åket bedöms åkning på rails (räcken), hopp och ibland till och med halfpipe.
Världsmästerskapen i slopestyle i snowboard gjorde premiär 2011 med stora svenska framgångar. Niklas Mattsson slutade på en andra plats och Zebastian Landmark på en fjärde plats. Denna genre debuterade inom både snowboardåkning och skidåkning vid olympiska spelen i Sotji 2014.

### Fotnoter
1. ↑  ”Slopestyle Approved For Sochi 2014”. GamesBids.com. Arkiverad från originalet den 4 september 2011. https://web.archive.org/web/20110904041143/http://www.gamesbids.com/eng/other_news/1216135778.html. Läst 15 oktober 2011.